# Piave
Piave är en flod som ligger i norra Italien. Den börjar i Alperna och rinner sydost 220 km ner till Adriatiska havet där den mynnar ut nordost om Venedig vid orten Cortelazzo. Floden är 220 kilometer lång, varav 35 kilometer är segelbara.
Under första världskriget stod det flera strider mellan Italien och Österrike-Ungern utmed floden. 10 november 1917 hejdades den stora centralmaktsoffensiven mot italienska fronten här och kom därefter att sträcka sig utefter Piave. Nya österrikiska försök under slutet av juni 1918 att flytta fram fronten över Piave misslyckades. Under oktober 1918 lyckades man dock tränga över floden fram till Udine.